# Гриненко, Валентина Васильевна
Валентина Васильевна Гриненко (13 [26] января 1908, Санкт-Петербург — 25 декабря 1981, Краснодар) — советский ученый в области физиологии растений. Доктор биологических наук с 1973 года, профессор с 1974 года.

## Биография
Родилась 13 января 1908 года в Санкт-Петербурге в семье служащего. В 1925 году окончила школу в Джанкое, в 1930 году — естественное отделение Крымского педагогического института.
- В 1930—1941 — старший научный сотрудник на Крымской опытной плодоягодной станции;
- В 1941—1944 гг. — заведующая лабораторией агрохимии на опытной станции плодоводства в Саратове. В 1943 году защитила диссертацию[1];
- В 1944—1950 гг. — заведующая лабораторией физиологии и биохимии Всероссийского научно-исследовательского института виноградарства и виноделия в Новочеркасске[1]. Член ВКП(б) с 1950 года;
- В 1950—1960 гг. — заведующая лабораторией физиологии Института ботаники АН Таджикистана[1];
- В 1960—1981 гг. — заведующая лабораторией физиологии и биохимии растений Северо-Кавказского зонального научно-исследовательского института садоводства и виноградарства в Краснодаре.

Была членом дома учёных, ответственной за работу с детьми.
Умерла 25 декабря 1981 года в Краснодаре.

## Научная деятельность
Исследовала зимостойкость и засухоустойчивость виноградной лозы, механизмы устойчивости к неблагоприятным факторам среды, способы повышения адаптивных реакций растений. Работы Гриненко способствовали расширению северной границы промысла культуры винограда в холодных зонах РСФСР, освоение горных неорошаемых территорий Средней Азии. Автор около 200 научных работ, владелец 5 авторских свидетельств на изобретения. Среди работ:
- О защитных реакциях виноградной лозы и приспособлении её к условиям зимнего периода. — Физиология растений, 1965. т. 12, вып. 1 (в соавторстве);
- Влияние обезвоживания на длительное послесвечение листьев винограда.- Физиология растений, 1973, т. 20, вып. 1 (в соавторстве);
- Создание оптимального светового режима виноградников при механизированном уходе. — Садоводство, виноградарство и виноделие Молдавии, 1973, № 11 (в соавторстве с Е. Н. Мамиконян).

## Награды
Награждена орденом «Знак Почета», медалями «За доблестный труд в Великой Отечественной войне», «За трудовую доблесть», «За победу над Германией», 4 медалями ВДНХ СССР.